# Christophe Guénot
Christophe René Marcel Guénot (ur. 7 stycznia 1979) – francuski zapaśnik w stylu klasycznym, brązowy medalista olimpijski, brązowy medalista mistrzostw świata, dwukrotny brązowy medalista mistrzostw Europy. Trzykrotny medalista igrzysk śródziemnomorskich.
Brązowy medalista igrzysk olimpijskich w Pekinie w 2008 w kategorii 74 kg i ósmy w 2012 w Londynie w wadze 74 kg.
Jest bratem zapaśnika i olimpijczyka Steeve Guénota.